# سم خارجي

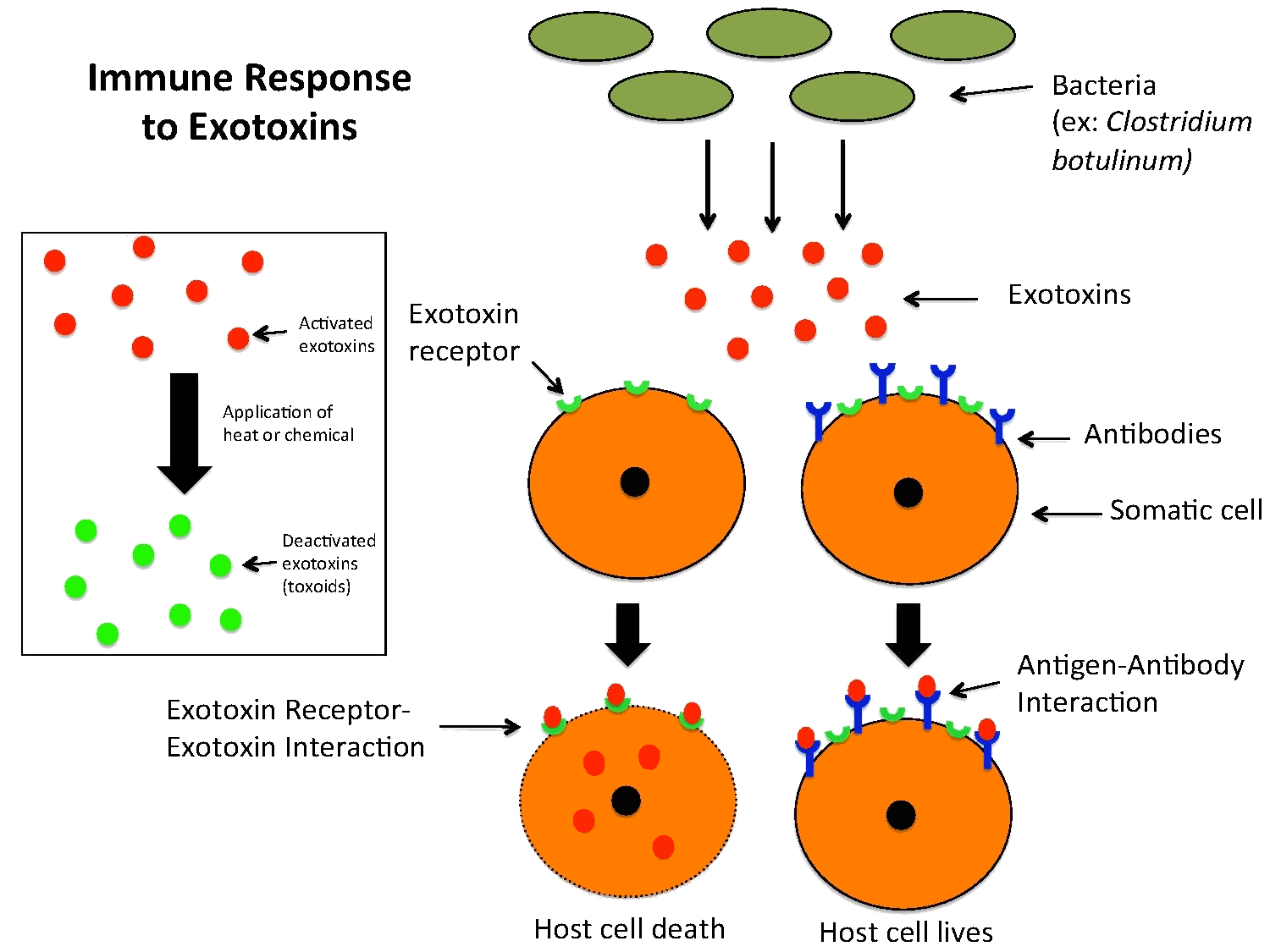
هذا الرسم التوضيحي يظهر أن السموم الخارجية تفرز بوساطة الخلايا البكتيرية, كالكلوستريديوم بوتولينيوم على سبيل المثال, وهي سامة للخلايا الجسمية. تمتلك الخلايا الجسمية أجساما مضادة على سطح الخلية لتستهدف السموم الخارجية وترتبط بها, مانعة إياها من غزو الخلايا الجسمية واجتياحها. يشكل ارتباط السم الخارجي بالجسم المضاد تفاعل مولد الضد-الجسم المضاد ويتم توجيه السموم الداخلية ليتم تحطيمها بوساطة جهاز المناعة نتيجة لذلك. إن لم يحصل هذا التفاعل بين الجسم المضاد والسم الخارجي, فإن الأخير يرتبط بمستقبلات السموم الخارجية التي توجد على سطح الخلية ويسبب موت خلية العائل عن طريق تثبيط عملية اصطناع البروتين. يظهر هذا الرسم التوضيحي أيضا أن تطبيق عوامل الحرارة والمواد الكيميائية يمكن أن يتسبب في تعطيل السموم الخارجية. تسمى السموم الخارجية التي تم تعطيلها بالسُّمِّينات الموهَّنة أو التكسينات الموهنة وهي ليست ضارة بالخلايا الجسمية.

السم الخارجي أو السُّمِّين الخارجي أو الذيفان الخارجي أو التكسين الخارجي هو تكسين تفرزه البكتيريا.